# Elecciones provinciales del Chubut de 1983
Las elecciones generales de la provincia del Chubut de 1983 tuvieron lugar el 30 de octubre del mencionado año, en conjunto con las elecciones presidenciales y legislativas a nivel nacional, con el objetivo de restaurar las instituciones democráticas constitucionales de la provincia después de más de siete años de la dictadura militar autodenominada Proceso de Reorganización Nacional. En el plano provincial se debía elegir al gobernador por simple mayoría de votos, y a la Legislatura Provincial de 27 miembros por medio del sistema de "mayoría automática", que otorgaba una mayoría absoluta de 16 de los 27 diputados al partido más votado. Al momento de realizarse los comicios, tan solo un día antes, se levantó el estado de sitio, vigente en la provincia desde el 6 de noviembre de 1974, antes del golpe de Estado de 1976. Se trató de las quintas elecciones provinciales chubutenses que tenían lugar desde la provincialización del territorio, e inauguraron el período democrático vigente.
El conteo de votos fue lento y ajustado entre Atilio Viglione, de la Unión Cívica Radical (UCR), y Hebe Corchuelo Blasco, del Partido Justicialista (PJ). La escasa diferencia de votos entre ambos candidatos motivó la utilización, por primera vez en la historia de la provincia, de una computadora para realizar un recuento informático de votos. Después de una semana, se confirmó que Viglione obtuvo una estrecha victoria con el 40,03% de los votos contra el 39,36% de Corchuelo Blasco, una diferencia que no superaba el punto porcentual. En tercer lugar quedó Fernando Marraco, del Partido Acción Chubutense (PACh), con el 13,65% de los sufragios y en cuarto lugar Francisco Cruz, del Movimiento de Integración y Desarrollo (MID), con el 4,06%.
A nivel legislativo, la UCR se quedó con la mayoría automática de 16 bancas legislativas al recibir el 39,77% de los votos contra el 38,87% del PJ, que recibió 8 escaños. El PACh obtuvo el 13,37% de los sufragios y se quedó con tres bancas en la legislatura. A pesar del triunfo gubernativo y legislativo del radicalismo por escasos márgenes, el justicialismo se impuso en casi todos los departamentos de la provincia, siendo decisivos los resultados en Rawson, Escalante y Gaiman para garantizar la victoria de Viglione y la imposición de la lista legislativa de la UCR. Esto se reflejó a nivel municipal, donde se disputaron veinticinco gobiernos municipales, y el PJ obtuvo la victoria en diecisiete de ellos, mientras que la UCR solo triunfó en cuatro, correspondiendo los dos restantes al MID y al PACh.
Los cargos electos asumieron el 10 de diciembre. Viglione completó su mandato constitucional, siendo el primer gobernador electo desde la provincialización del Chubut en lograrlo.

## Reglas electorales
Los comicios se realizaron en base al texto constitucional sancionado el 30 de noviembre de 1957, que establecía los cargos a elegir mediante los siguientes sistemas:
- Gobernador y Vicegobernador, electos en fórmula única por voto popular directo a simple mayoría de sufragios para un mandato de cuatro años, sin posibilidad de reelección inmediata.
- Legislatura unicameral integrada por 27 diputados, elegida por voto popular directo mediante un sistema de bonificación a la mayoría, con 16 diputados otorgados automáticamente a la lista partidaria más votada (independientemente de la cantidad de sufragios obtenida), y los otros 11 distribuidos mediante representación proporcional por listas por sistema d'Hondt.

## Candidaturas
Al igual que a nivel nacional, los dos principales partidos políticos del país, el Partido Justicialista y la Unión Cívica Radical, se encontraban divididos en líneas divergentes y realizaron internas partidarias de distinto tipo para definir sus candidaturas gubernativas. Perteneciente al Movimiento de Renovación y Cambio encabezado por Raúl Alfonsín, Atilio Oscar Viglione logró imponerse con facilidad en la interna del radicalismo como precandidato por la «Lista Morada», en contra de la «Lista Verde» que apoyaba a la Línea Nacional, conducida por Fernando de la Rúa. El compañero de fórmula de Viglione fue Juan Carlos Altuna, que había sido candidato a gobernador del partido en 1973. Por su parte, el justicialismo había enfrentado las elecciones anteriores, diez años atrás, completamente dividido y con tres candidatos distintos: Benito Fernández (quien fuera elegido gobernador), David Patricio Romero y Hebe Corchuelo Blasco. La competencia en general fue entre este último, perteneciente al sector ortodoxo del peronismo, y César Mac Karthy, perteneciente al sector renovador. El Congreso Provincial del PJ, reunido en la Cámara de Comercio de Comodoro Rivadavia, proclamó a Corchuelo Blasco como candidato en detrimento de Mac Karthy, el cual sería posteriormente acusado de solicitar a sus partidarios que votaran por Viglione.

## Resultados

### Gobernador y Vicegobernador

#### Nivel general
La elección se llevó a cabo con normalidad. El escrutinio se realizó durante la madrugada del mismo día en forma manual, con el apoyo de telegramas otorgados por los radiopoliciales y calculadoras. Sin embargo, el conteo provisorio arrojó una elección extremadamente cerrada entre Atilio Oscar Viglione, de la Unión Cívica Radical (UCR), y Hebe Corchuelo Blasco, del Partido Justicialista (PJ). La poca fiabilidad del sistema manual de escrutinio para definir el ganador desató un intenso debate entre las autoridades electorales. El justicialismo había triunfado en casi todos los municipios y la lista legislativa del radicalismo había logrado la victoria por menos de mil votos. La mínima diferencia en favor de Viglione, mientras que el justicialismo se había impuesto en casi todos los demás estamentos políticos, provocó una paralización en la proclamación de las autoridades electas, que duró alrededor de una semana. La incertidumbre llevó a que la Dirección General de Informática de la provincia, recientemente establecida, pusiera a disposición de las autoridades electorales su entonces moderna computadora IBM 8100. Se trató del primer recuento informático de votos en la historia de la provincia. Después de una semana de incertidumbre, la tecnología permitió determinar en forma fehaciente la victoria de Viglione, por una diferencia de 747 votos exactos (0,67 décimas de diferencia), y su elección como gobernador.
De acuerdo con el escrutinio definitivo, Viglione obtuvo el 40,03% de los votos positivamente emitidos, seguido por el 39,36% de Corchuelo Blasco, constituyendo el escenario gubernativo más cerrado de la jornada. A nivel departamental la elección fue competitiva y favorable al justicialismo. A pesar de verse derrotado, Corchuelo Blasco triunfó en doce de los quince departamentos de la provincia, a saber: Biedma, Cushamen, Florentino Ameghino, Futaleufú, Gastre, Languiñeo, Mártires, Paso de Indios, Río Senguer, Sarmiento, Tehuelches y Telsen. Su mejor resultado lo obtuvo en Languiñeo, donde logró el 63,89% de los votos, y su peor desempeño fue en Gaiman, con un 31,45%. Viglione solo triunfó en los tres departamentos restantes: Escalante, Gaiman y Rawson. Esto significó, sin embargo, que tuvo un buen desempeño en los principales centros urbanos de la provincia, destacando la capital, Rawson, y la ciudad más poblada, Comodoro Rivadavia. Su mejor resultado fue en Gaiman, donde obtuvo el 50,02% de los votos, y el peor en Cushamen, donde se ubicó tercero detrás de Fernando Marraco, candidato del Partido Acción Chubutense (PACh). Si hubiera superado a Viglione en un solo departamento más, Corchuelo Blasco habría ganado la elección.
Aunque la elección fue en gran medida bipartidista, al igual que lo había sido la competencia a nivel nacional, el PACh, con Marraco como candidato; y el Movimiento de Integración y Desarrollo (MID), cuya fórmula encabezaba Francisco Cruz, obtuvieron buenos resultados en varias partes de la provincia y surgieron como terceras fuerzas en el escenario político chubutense. Marraco logró el 13,65% de los votos y el PACh logró ingresar al legislativo con 3 escaños. Cruz obtuvo el 4,06%. Marraco obtuvo su mejor resultado en Cushamen, donde relegó a Viglione a un lejano tercer puesto con el 26,32% de los votos, y en Río Senguer, donde obtuvo el 20,02%. Sus peores resultados fueron en Languiñeo, Mártires y Telsen, donde obtuvo entre 7 y 19 votos (los únicos departamentos donde no superó el 5%). Cruz superó el 5% de los votos en Cushamen, Escalante y Tehuelches, mientras que obtuvo solo un voto en Paso de Indios, y no recibió ninguno en Languiñeo y Mártires. Las demás fuerzas políticas, todas correspondientes a formaciones de carácter nacional, no lograron obtener buenos resultados. El Partido Intransigente (PI), que a nivel nacional había obtenido el tercer puesto, se ubicó quinto con el 1,17% de los votos y solo superó el 2% en el departamento Biedma, mientras que en el departamento Florentino Ameghino no obtuvo ningún voto. Los otros partidos no superaron el punto porcentual y muchos de ellos apenas recibieron más de dos votos por departamento.
|  | 40.03 % |

|  | 39.36 % |

|  | 13.65 % |

|  | 4.06 % |

|  | 1.17 % |

|  | 0.69 % |

|  | 0.36 % |

|  | 0.30 % |

|  | 0.23 % |

|  | 0.16 % |

|  | 94.78 % |

|  | 4.29 % |

|  | 0.93 % |

|  | 100.00 % |

|  | 80.63 % |

#### Resultados por departamento
| Departamento        | Viglione (UCR) | Viglione (UCR) | C. Blasco (PJ) | C. Blasco (PJ) | Marraco (PACh) | Marraco (PACh) | Cruz (MID) | Cruz (MID) | Tanoni (PI) | Tanoni (PI) | Montero (PDC) | Montero (PDC) | Sosa (PSP) | Sosa (PSP) | Ponce (MAS) | Ponce (MAS) | Corralini (PSA) | Corralini (PSA) | De Luca (PDP) | De Luca (PDP) |
| Departamento        | Votos          | %              | Votos          | %              | Votos          | %              | Votos      | %          | Votos       | %           | Votos         | %             | Votos      | %          | Votos       | %           | Votos           | %               | Votos         | %             |
| ------------------- | -------------- | -------------- | -------------- | -------------- | -------------- | -------------- | ---------- | ---------- | ----------- | ----------- | ------------- | ------------- | ---------- | ---------- | ----------- | ----------- | --------------- | --------------- | ------------- | ------------- |
| Biedma              | 3.894          | 39,71          | 3.930          | 40,08          | 1.448          | 14,77          | 111        | 1,13       | 236         | 2,41        | 32            | 0,33          | 33         | 0,34       | 40          | 0,41        | 38              | 0,39            | 43            | 0,44          |
| Cushamen            | 855            | 16,61          | 2.380          | 46,23          | 1.355          | 26,32          | 470        | 9,13       | 26          | 0,51        | 18            | 0,35          | 16         | 0,31       | 16          | 0,31        | 12              | 0,23            | –             | –             |
| Escalante           | 16.502         | 41,52          | 14.677         | 36,93          | 4.977          | 12,52          | 2.494      | 6,27       | 566         | 1,42        | 201           | 0,51          | 54         | 0,14       | 213         | 0,54        | 28              | 0,07            | 35            | 0,09          |
| Florentino Ameghino | 171            | 44,87          | 180            | 47,25          | 21             | 5,51           | 8          | 2,10       | –           | –           | 1             | 0,26          | –          | –          | –           | –           | –               | –               | –             | –             |
| Futaleufú           | 3.729          | 35,87          | 4.265          | 41,02          | 1.879          | 18,07          | 233        | 2,24       | 69          | 0,66        | 166           | 1,60          | 20         | 0,19       | 4           | 0,04        | 17              | 0,16            | 15            | 0,14          |
| Gaiman              | 2.001          | 50,02          | 1.258          | 31,45          | 531            | 13,28          | 117        | 2,92       | 17          | 0,42        | 18            | 0,45          | 31         | 0,78       | 3           | 0,08        | 4               | 0,10            | 20            | 0,50          |
| Gastre              | 230            | 29,34          | 448            | 57,14          | 80             | 10,20          | 2          | 0,26       | 11          | 1,40        | 2             | 0,26          | 4          | 0,52       | 4           | 0,52        | 3               | 0,39            | –             | –             |
| Languiñeo           | 286            | 29,42          | 621            | 63,89          | 19             | 1,95           | –          | –          | 9           | 0,93        | 18            | 1,86          | 11         | 1,14       | 2           | 0,21        | 6               | 0,62            | –             | –             |
| Mártires            | 207            | 45,92          | 227            | 50,32          | 7              | 1,56           | –          | –          | 2           | 0,44        | 2             | 0,44          | 2          | 0,44       | 2           | 0,44        | 2               | 0,44            | –             | –             |
| Paso de Indios      | 373            | 41,54          | 445            | 49,56          | 63             | 7,02           | 1          | 0,11       | 2           | 0,22        | 7             | 0,77          | 3          | 0,33       | 2           | 0,22        | 2               | 0,22            | –             | –             |
| Rawson              | 13.197         | 44,25          | 11.119         | 37,28          | 3.839          | 12,87          | 709        | 2,38       | 324         | 1,09        | 257           | 0,86          | 217        | 0,73       | 38          | 0,13        | 122             | 0,41            | 70            | 0,23          |
| Río Senguer         | 622            | 25,25          | 1.235          | 50,14          | 493            | 20,02          | 78         | 3,17       | 14          | 0,57        | 11            | 0,45          | 3          | 0,12       | 3           | 0,12        | 4               | 0,16            | –             | –             |
| Sarmiento           | 1.315          | 43,40          | 1.407          | 46,44          | 196            | 6,47           | 70         | 2,31       | 14          | 0,46        | 15            | 0,50          | 3          | 0,10       | 5           | 0,17        | 5               | 0,17            | –             | –             |
| Tehuelches          | 673            | 31,26          | 1.068          | 49,61          | 225            | 10,45          | 166        | 7,71       | 4           | 0,19        | 9             | 0,45          | 1          | 0,05       | 4           | 0,19        | 3               | 0,15            | –             | –             |
| Telsen              | 369            | 43,67          | 417            | 49,35          | 19             | 2,25           | 17         | 2,01       | 4           | 0,47        | 8             | 0,95          | 2          | 0,24       | 1           | 0,12        | 8               | 0,95            | –             | –             |
| Total               | 44.424         | 40,03          | 43.677         | 39,36          | 15.152         | 13,65          | 4.476      | 4,06       | 1.298       | 1,17        | 765           | 0,69          | 400        | 0,36       | 337         | 0,30        | 254             | 0,23            | 183           | 0,16          |

### Legislatura Provincial
|  | 39.77 % |

|  | 38.87 % |

|  | 13.37 % |

|  | 4.11 % |

|  | 1.29 % |

|  | 0.75 % |

|  | 0.37 % |

|  | 0.33 % |

|  | 0.23 % |

|  | 0.22 % |

|  | 94.00 % |

|  | 4.80 % |

|  | 1.20 % |

|  | 100.00 % |

|  | 80.63 % |

## Elecciones municipales

### Resumen general
En consonancia con las elecciones de autoridades gubernativas y legislativas, se realizaron elecciones municipales para cubrir las intendencias de veinticinco municipios, así como sus respectivos Consejos Deliberantes, a cargo del poder legislativo local. Había cinco municipios de primera categoría (Comodoro Rivadavia, Esquel, Puerto Madryn, Rawson y Trelew) que debían elegir 9 concejales, correspondiendo 6 a la lista más votada y el resto distribuidos proporcionalmente. Los otros veinte municipios se consideraban de segunda categoría y contaban con 6 concejales, correspondiendo 4 a la lista más votada y los otros dos distribuidos proporcionalmente.
A pesar de la estrecha victoria radical a nivel provincial, el escenario municipal fue sumamente desfavorable para el oficialismo entrante. Aunque la contienda electoral fue en general pareja, el Partido Justicialista triunfó en tres de los cinco municipios de primera categoría y catorce de los veinte municipios de segunda categoría, prácticamente dominando el escenario local. La Unión Cívica Radical se impuso solamente en cuatro distritos, dos de primera categoría (Esquel y Trelew) y dos de segunda (Rada Tilly y Trevelin). El justicialismo venció incluso en los distritos que resultaron clave para la victoria del radicalismo en los comicios gubernativos, logrando además obtener la intendencia de Dolavon, ciudad de la que Viglione había sido intendente. El Partido Acción Chubutense y el Movimiento de Integración y Desarrollo obtuvieron la intendencia de dos municipios de segunda categoría cada uno, venciendo el PACh en Gaiman y Lago Puelo (donde el bipartidismo nacional y provincial prácticamente no existió, ubicándose el MID en segundo puesto), y el MID en El Hoyo y Veintiocho de Julio. El Partido Intransigente obtuvo un escaño en el Consejo Deliberante de Comodoro Rivadavia, ocupado por Rodolfo Medvedsky, su único cargo electo en toda la provincia. Ninguna otra formación política obtuvo intendencias o logró acceder a los legislativos locales.
El PJ y la UCR fueron los únicos partidos que presentaron candidaturas en la totalidad de los municipios, existiendo tres de ellos en donde se libraron competencias puramente bipartidistas (Camarones, Paso de Indios y Tecka). Más allá de los dos principales partidos, solo el PACh y el MID disputaron más de la mitad de los gobiernos municipales en disputa y, fuera de Dolavon, donde el Partido Socialista Popular (PSP) presentó candidatos tanto para la intendencia como el Consejo Deliberante y el Partido Demócrata Cristiano (PDC) concurrió con una lista para concejales, ninguno de los demás partidos políticos disputó municipios de segunda categoría. En tres municipios se dieron casos de partidos que recibieron menos votos que la cantidad de candidatos que presentaron: el Partido Demócrata Progresista (PDP) concurrió a nivel municipal solo en Esquel y Puerto Madryn, recibiendo en ambas ciudades un solo voto a pesar de estar presentando siete candidatos (un intendente y seis concejales); y el Partido Socialista Auténtico (PSA) recibió 3 votos en Comodoro Rivadavia, nuevamente cuatro menos que la cantidad de sus postulantes.
Existió un elaborado corte de boleta que benefició al radicalismo en las elecciones gubernativas y legislativas y que lo afectó negativamente en las elecciones municipales, destacando principalmente el caso de Comodoro Rivadavia, donde el PJ obtuvo la intendencia con la candidatura del líder sindical Mario Morejón por 141 votos sobre el postulante radical, el médico Jorge Camarda, a pesar de que resultó derrotado por la UCR por variados márgenes en todos los demás estamentos, incluyendo concejales. En la capital provincial, Rawson, el radicalismo obtuvo en los comicios municipales un 25% menos de votos que en las demás categorías.
Mientras que todos los intendentes electos fueron varones, hubo veintiséis mujeres elegidas en quince de los veinticinco Consejos Deliberantes, mientras que los otros diez estuvieron integrados únicamente por hombres. No hubo mujeres electas en Esquel y Rawson, mientras que en los demás municipios de primera categoría solo hubo cuatro concejalas; dos en Trelew, una en Comodoro Rivadavia y una en Puerto Madryn. La cantidad de concejalas aumentó en los municipios de segunda categoría: en Camarones, Cholila, Gualjaina y Río Mayo hubo una paridad total con tres mujeres y tres varones concejales; mientras que no hubo Consejos Deliberantes con mayoría femenina. La única concejala de Comodoro Rivadavia, la radical María Cristina García de Novelli, resultó elegida presidenta del cuerpo, la primera mujer en ocupar el cargo.
| Municipio                                             | Intendente electo                  | Partido | Partido                                |
| ----------------------------------------------------- | ---------------------------------- | ------- | -------------------------------------- |
| Alto Río Senguer                                      | Luis Jorge Levrier                 |         | Partido Justicialista                  |
| Camarones                                             | Enrique Lucero                     |         | Partido Justicialista                  |
| Cholila                                               | Hugo Walter Alarcón                |         | Partido Justicialista                  |
| Comodoro Rivadavia                                    | Mario Morejón                      |         | Partido Justicialista                  |
| Corcovado                                             | Jorge Juan Bubas                   |         | Partido Justicialista                  |
| Dolavon                                               | Héctor Williams                    |         | Partido Justicialista                  |
| El Hoyo                                               | Marcelino González                 |         | Movimiento de Integración y Desarrollo |
| El Maitén                                             | María Antonia Viladrich de Billone |         | Partido Justicialista                  |
| Esquel                                                | Ubaldo Guerino Ongarato            |         | Unión Cívica Radical                   |
| Gaiman                                                | Raúl Milton Mac Burney             |         | Partido Acción Chubutense              |
| Gobernador Costa                                      | Jorge Raúl Correa                  |         | Partido Justicialista                  |
| Gualjaina                                             | Lorenzo Jacobsen                   |         | Partido Justicialista                  |
| José de San Martín                                    | Juan Manuel Díaz                   |         | Partido Justicialista                  |
| Lago Puelo                                            | Waldimiro Sinigoj                  |         | Partido Acción Chubutense              |
| Paso de Indios                                        | Ángel Esberto Apaulaz              |         | Partido Justicialista                  |
| Puerto Madryn                                         | Osvaldo Rubén Sala                 |         | Partido Justicialista                  |
| Rada Tilly                                            | Aníbal Pedro Peralta               |         | Unión Cívica Radical                   |
| Rawson                                                | Daniel Enrique García              |         | Partido Justicialista                  |
| Río Mayo                                              | Hilario Fernández                  |         | Partido Justicialista                  |
| Río Pico                                              | Juan Remigio Barrientos            |         | Partido Justicialista                  |
| Sarmiento                                             | Pedro Héctor Abait                 |         | Partido Justicialista                  |
| Tecka                                                 | Hirán León                         |         | Partido Justicialista                  |
| Trevelin                                              | Atuel Williams                     |         | Unión Cívica Radical                   |
| Trelew                                                | Alfredo García                     |         | Unión Cívica Radical                   |
| Veintiocho de Julio                                   | Rhys Roberts                       |         | Movimiento de Integración y Desarrollo |
| Fuente: Justicia Electoral de la Provincia del Chubut |                                    |         |                                        |

### Desglose por municipio
|  | 34.45 % |

|  | 34.71 % |

|  | 34.07 % |

|  | 34.35 % |

|  | 13.85 % |

|  | 12.76 % |

|  | 9.11 % |

|  | 8.58 % |

|  | 7.25 % |

|  | 7.78 % |

|  | 0.50 % |

|  | 0.60 % |

|  | 0.47 % |

|  | 0.54 % |

|  | 0.16 % |

|  | 0.54 % |

|  | 0.13 % |

|  | 0.13 % |

|  | 0.01 % |

|  | 0.01 % |

|  | 95.76 % |

|  | 94.99 % |

|  | 3.34 % |

|  | 4.08 % |

|  | 0.90 % |

|  | 0.93 % |

|  | 100.00 % |

|  | 100.00 % |

|  | 41.96 % |

|  | 42.34 % |

|  | 35.18 % |

|  | 35.98 % |

|  | 12.37 % |

|  | 9.74 % |

|  | 7.19 % |

|  | 7.74 % |

|  | 1.42 % |

|  | 1.85 % |

|  | 1.07 % |

|  | 1.56 % |

|  | 0.80 % |

|  | 0.78 % |

|  | 0.01 % |

|  | 0.01 % |

|  | 94.66 % |

|  | 92.68 % |

|  | 4.47 % |

|  | 6.57 % |

|  | 0.87 % |

|  | 0.75 % |

|  | 100.00 % |

|  | 100.00 % |

|  | 39.87 % |

|  | 39.67 % |

|  | 30.84 % |

|  | 31.62 % |

|  | 25.39 % |

|  | 23.30 % |

|  | 2.43 % |

|  | 2.83 % |

|  | 0.73 % |

|  | 0.93 % |

|  | 0.72 % |

|  | 0.38 % |

|  | 0.47 % |

|  | 0.36 % |

|  | 0.45 % |

|  | 0.01 % |

|  | 0.01 % |

|  | 95.52 % |

|  | 94.12 % |

|  | 3.93 % |

|  | 5.31 % |

|  | 0.55 % |

|  | 0.57 % |

|  | 100.00 % |

|  | 100.00 % |

|  | 38.96 % |

|  | 37.47 % |

|  | 28.54 % |

|  | 27.46 % |

|  | 25.31 % |

|  | 26.28 % |

|  | 4.16 % |

|  | 4.30 % |

|  | 1.80 % |

|  | 2.18 % |

|  | 1.23 % |

|  | 1.42 % |

|  | 0.89 % |

|  | 94.93 % |

|  | 92.88 % |

|  | 4.25 % |

|  | 6.32 % |

|  | 0.82 % |

|  | 0.80 % |

|  | 100.00 % |

|  | 100.00 % |

|  | 50.01 % |

|  | 49.45 % |

|  | 37.31 % |

|  | 36.29 % |

|  | 6.38 % |

|  | 6.58 % |

|  | 2.15 % |

|  | 2.27 % |

|  | 1.57 % |

|  | 1.63 % |

|  | 1.39 % |

|  | 1.43 % |

|  | 1.14 % |

|  | 0.60 % |

|  | 0.61 % |

|  | 0.59 % |

|  | 0.60 % |

|  | 95.14 % |

|  | 94.52 % |

|  | 4.16 % |

|  | 6.32 % |

|  | 0.70 % |

|  | 0.72 % |

|  | 100.00 % |

|  | 100.00 % |

|  | 54.86 % |

|  | 55.35 % |

|  | 31.97 % |

|  | 30.42 % |

|  | 10.36 % |

|  | 11.23 % |

|  | 2.81 % |

|  | 3.00 % |

|  | 90.62 % |

|  | 88.87 % |

|  | 6.60 % |

|  | 8.35 % |

|  | 2.78 % |

|  | 2.78 % |

|  | 100.00 % |

|  | 100.00 % |

|  | 56.80 % |

|  | 52.96 % |

|  | 43.20 % |

|  | 47.04 % |

|  | 94.68 % |

|  | 94.68 % |

|  | 5.32 % |

|  | 5.32 % |

|  | 0.00 % |

|  | 0.00 % |

|  | 100.00 % |

|  | 100.00 % |

|  | 41.52 % |

|  | 41.78 % |

|  | 27.22 % |

|  | 27.07 % |

|  | 18.35 % |

|  | 18.31 % |

|  | 12.91 % |

|  | 12.83 % |

|  | 96.26 % |

|  | 96.09 % |

|  | 3.14 % |

|  | 3.31 % |

|  | 0.60 % |

|  | 0.60 % |

|  | 100.00 % |

|  | 100.00 % |

|  | 53.84 % |

|  | 54.03 % |

|  | 44.46 % |

|  | 43.80 % |

|  | 1.70 % |

|  | 2.16 % |

|  | 95.78 % |

|  | 94.94 % |

|  | 4.22 % |

|  | 5.06 % |

|  | 0.00 % |

|  | 0.00 % |

|  | 100.00 % |

|  | 100.00 % |

|  | 42.27 % |

|  | 42.01 % |

|  | 37.96 % |

|  | 38.03 % |

|  | 14.52 % |

|  | 12.80 % |

|  | 3.02 % |

|  | 3.11 % |

|  | 2.23 % |

|  | 2.17 % |

|  | 1.88 % |

|  | 92.98 % |

|  | 92.33 % |

|  | 6.62 % |

|  | 7.14 % |

|  | 0.40 % |

|  | 0.53 % |

|  | 100.00 % |

|  | 100.00 % |

|  | 44.10 % |

|  | 44.17 % |

|  | 32.77 % |

|  | 32.52 % |

|  | 15.66 % |

|  | 15.79 % |

|  | 7.47 % |

|  | 7.52 % |

|  | 96.51 % |

|  | 95.81 % |

|  | 3.02 % |

|  | 3.72 % |

|  | 0.47 % |

|  | 0.47 % |

|  | 100.00 % |

|  | 100.00 % |

|  | 48.16 % |

|  | 48.23 % |

|  | 43.84 % |

|  | 43.60 % |

|  | 4.75 % |

|  | 4.77 % |

|  | 3.24 % |

|  | 3.40 % |

|  | 96.06 % |

|  | 96.24 % |

|  | 2.14 % |

|  | 1.81 % |

|  | 1.80 % |

|  | 1.95 % |

|  | 100.00 % |

|  | 100.00 % |

|  | 39.81 % |

|  | 37.34 % |

|  | 31.55 % |

|  | 33.63 % |

|  | 23.62 % |

|  | 24.21 % |

|  | 5.02 % |

|  | 4.82 % |

|  | 95.06 % |

|  | 93.58 % |

|  | 3.77 % |

|  | 5.25 % |

|  | 1.17 % |

|  | 1.17 % |

|  | 100.00 % |

|  | 100.00 % |

|  | 41.27 % |

|  | 41.45 % |

|  | 29.19 % |

|  | 27.79 % |

|  | 23.09 % |

|  | 23.99 % |

|  | 6.45 % |

|  | 6.77 % |

|  | 94.47 % |

|  | 93.58 % |

|  | 5.20 % |

|  | 5.90 % |

|  | 0.33 % |

|  | 0.33 % |

|  | 100.00 % |

|  | 100.00 % |

|  | 38.74 % |

|  | 39.10 % |

|  | 34.78 % |

|  | 34.12 % |

|  | 26.49 % |

|  | 26.77 % |

|  | 94.40 % |

|  | 94.25 % |

|  | 5.37 % |

|  | 5.52 % |

|  | 0.23 % |

|  | 0.23 % |

|  | 100.00 % |

|  | 100.00 % |

|  | 54.32 % |

|  | 53.77 % |

|  | 33.67 % |

|  | 34.27 % |

|  | 6.88 % |

|  | 6.94 % |

|  | 4.12 % |

|  | 5.02 % |

|  | 93.82 % |

|  | 92.99 % |

|  | 6.18 % |

|  | 7.01 % |

|  | 0.00 % |

|  | 0.00 % |

|  | 100.00 % |

|  | 100.00 % |

|  | 30.87 % |

|  | 29.86 % |

|  | 27.47 % |

|  | 28.05 % |

|  | 22.75 % |

|  | 22.78 % |

|  | 18.91 % |

|  | 19.31 % |

|  | 95.21 % |

|  | 93.91 % |

|  | 3.38 % |

|  | 4.67 % |

|  | 1.41 % |

|  | 1.42 % |

|  | 100.00 % |

|  | 100.00 % |

|  | 50.46 % |

|  | 50.55 % |

|  | 49.54 % |

|  | 49.45 % |

|  | 100.00 % |

|  | 100.00 % |

|  | 0.00 % |

|  | 0.00 % |

|  | 0.00 % |

|  | 0.00 % |

|  | 100.00 % |

|  | 100.00 % |

|  | 55.27 % |

|  | 53.72 % |

|  | 20.11 % |

|  | 20.80 % |

|  | 15.32 % |

|  | 15.01 % |

|  | 9.30 % |

|  | 10.47 % |

|  | 96.95 % |

|  | 96.28 % |

|  | 2.12 % |

|  | 2.79 % |

|  | 0.93 % |

|  | 0.93 % |

|  | 100.00 % |

|  | 100.00 % |

|  | 41.58 % |

|  | 41.59 % |

|  | 30.33 % |

|  | 30.43 % |

|  | 23.81 % |

|  | 23.53 % |

|  | 4.28 % |

|  | 4.44 % |

|  | 94.22 % |

|  | 93.38 % |

|  | 4.47 % |

|  | 5.47 % |

|  | 1.31 % |

|  | 1.15 % |

|  | 100.00 % |

|  | 100.00 % |

|  | 50.29 % |

|  | 51.88 % |

|  | 40.34 % |

|  | 38.81 % |

|  | 9.37 % |

|  | 9.31 % |

|  | 95.78 % |

|  | 92.83 % |

|  | 3.30 % |

|  | 6.25 % |

|  | 0.92 % |

|  | 0.92 % |

|  | 100.00 % |

|  | 100.00 % |

|  | 49.95 % |

|  | 48.50 % |

|  | 42.10 % |

|  | 43.14 % |

|  | 6.28 % |

|  | 6.71 % |

|  | 1.67 % |

|  | 1.66 % |

|  | 96.19 % |

|  | 95.47 % |

|  | 3.12 % |

|  | 3.70 % |

|  | 0.69 % |

|  | 0.83 % |

|  | 100.00 % |

|  | 100.00 % |

|  | 63.85 % |

|  | 63.08 % |

|  | 36.15 % |

|  | 36.92 % |

|  | 90.95 % |

|  | 89.57 % |

|  | 8.46 % |

|  | 10.04 % |

|  | 0.59 % |

|  | 0.39 % |

|  | 100.00 % |

|  | 100.00 % |

|  | 50.63 % |

|  | 49.78 % |

|  | 35.28 % |

|  | 34.95 % |

|  | 10.34 % |

|  | 10.95 % |

|  | 3.74 % |

|  | 4.33 % |

|  | 95.75 % |

|  | 95.38 % |

|  | 3.46 % |

|  | 3.83 % |

|  | 0.79 % |

|  | 0.79 % |

|  | 100.00 % |

|  | 100.00 % |

|  | 47.14 % |

|  | 47.46 % |

|  | 30.30 % |

|  | 29.83 % |

|  | 22.56 % |

|  | 22.71 % |

|  | 95.38 % |

|  | 96.09 % |

|  | 2.93 % |

|  | 2.28 % |

|  | 0.33 % |

|  | 1.63 % |

|  | 100.00 % |

|  | 100.00 % |